# دارين يونغ
دارين يونغ (بالإنجليزية: Darren Young)‏ (مواليد 2 نوفمبر 1983) هو مصارع اميركي محترف ولد في نيوجرسي ويلعب في فريق برايم بلايرز مع زميلة تايتوس اونيل وسابقا مع فريق النيكسس "nexus"

## روابط خارجية
- دارين يونغ على موقع IMDb (الإنجليزية)
- دارين يونغ على موقع قاعدة بيانات الفيلم (الإنجليزية)
- دارين يونغ على موقع دبليو دبليو إي (الإنجليزية)
- دارين يونغ على موقع WrestlingData.com (الإنجليزية)
- دارين يونغ على موقع CageMatch worker (الإنجليزية)
- دارين يونغ على موقع قاعدة بيانات المصارعة على الإنترنت (الإنجليزية)
- دارين يونغ على موقع عالم المصارعة على الإنترنت (الإنجليزية)